# Henri Crick
Henri Jean Pierre Crick (22 luglio 1932) è un ex cestista belga.

## Carriera
Con il Belgio ha disputato i Campionati europei del 1951 e i Giochi olimpici di Helsinki 1952.

## Palmarès
- Campionato belga: 5

Royal IV: 1951-52, 1952-53, 1953-54, 1956-57, 1957-58
- Coppa del Belgio: 1

Royal IV: 1960